# New Tolsta
New Tolsta, schottisch-gälisch Bail’ Ùr Tholastaidh, ist eine Ortschaft auf der schottischen Hebrideninsel Lewis and Harris.

## Lage
New Tolsta liegt an der Nordostküste von Lewis, dem Nordteil der Doppelinsel Lewis and Harris. Im Süden geht es direkt in die Nachbarsiedlung North Tolsta über. Gress liegt sieben Kilometer südwestlich, während Stornoway, der Hauptort der Insel, sich 19 Kilometer südwestlich befindet. In New Tolsta endet die aus Stornoway kommende B895. William Lever, 1. Viscount Leverhulme, der die Insel im frühen 20. Jahrhundert erworben hatte, projektierte die Straße als Verkehrsweg entlang der Ostküste der Insel bis zu deren Nordende. Nach Levers Tod im Jahre 1925 wurde das Projekt jedoch nicht weiterverfolgt, sodass die Straße in der Ortschaft endet. Die nördlich bereits errichtete Garry Bridge liegt als So-da-Brücke vor und erfüllt keinen verkehrsinfrastrukturellen Zweck.

## Geschichte
Die Umgebung weist frühe Besiedlungsspuren auf. Hierzu zählt der einen Kilometer nordöstlich gelegene Dun Caisteal a’ Mhorair, dessen Reste heute als Bodendenkmal geschützt sind.
New Tolsta entwickelte sich als Crofter-Siedlung. Auf der Karte der Ordnance Survey von Ross-shire aus dem Jahre 1853 sind dort 18 bedachte und drei unbedachte Gebäude verzeichnet. Wie auch heute handelte es sich um eine Streusiedlung, deren Gebäude nicht, wie bei zahlreichen Crofter-Siedlungen, entlang einer Straße aufgereiht sind. Am Bach Allt na Muilne am Nordrand der Ortschaft sind fünf oder sechs Gebäude als Mühlen gekennzeichnet. Am Südrand befinden sich die denkmalgeschützten Reste des Black House von New Tolsta.